# Reiko Shimizu
Reiko Shimizu (清水玲子?, Shimizu Reiko; Kumamoto, 26 marzo 1963) è una fumettista giapponese.
Prima di dedicarsi a tempo pieno ai manga fu impiegata per due anni presso un ufficio, in quel periodo disegnava durante il tempo libero.
Fece il suo debutto nel 1983 sul periodico LaLa di Hakusensha con la storia Sansaro Monogatari.
Da allora ha sempre pubblicato per la medesima casa editrice tutte le sue opere.
Vinse nel 1985 il premito per artisti emergenti indetto dalla rivista Puff. Nel 1988 la sua serie Milky Way fu adattata in un film OAV di 30 minuti.
Dal 1993 al 2004 si dedicò alla realizzazione dell'opera Kaguyahime ispirata alla famosa leggenda nipponica Taketori Monogatari. La serie si aggiudicò nel 2002 lo Shogakukan Manga Award.
Himitsu - Top Secret è raccomandata sia nel 2007 sia nel 2008. Questa serie è stata pubblicata anche in Italia nel 2016 da Goen.

## Stile
È nota al pubblico per i suoi temi fantascientifici, i disegni molto curati e umani, privi dei tratti tipici del manga con occhi grandi e visi sproporzionati: i suoi personaggi sono, invece, estremamente realistici e curati nella fisicità.
Oltre ai manga, è famosa per aver illustrato gli arcani maggiori dei tarocchi.
Per sua stessa ammissione, è ispirata dalle opere di Moto Hagio e Hajime Sorayama, in particolare per l'attenzione dedicata al corpo umano e alla sua anatomia, mentre per i soggetti di tipo science-fiction ha dichiarato di essere un'ammiratrice di Yukinobu Hosino e Hayao Miyazaki di cui ama particolarmente Nausicaa della valle del vento.
A partire dalla pubblicazione di Kaguyahime, comunque, il suo stile si evolve divenendo sempre più personale e curatissimo.

## Opere
- A Million-Pound Love (1984): raccolta di 7 storie brevi.
- Ryuu no Nemeru Hoshi (1986): serie in 5 volumi.
- Milky Way (1986): serie in 5 volumi
- Yume no Tsuzuki (1988): volume unico
- Tsuki no Ko - Moon Child (1988): serie di 13 volumi
- 22xx (1992): volume unico
- Papillon (1993): volume unico
- Kaguya Hime (1993): serie in 27 volumi, è l'opera che portato al successo Reiko Shizimu
- Noa no Uchuusen (1995): raccolta di 3 storie brevi
- Mouhitotsu no shinwa e Tennyo Raishuu (1995): raccolta di 2 storie brevi
- Magic (1996): raccolta di 3 storie brevi
- Wild Cats (1997): volume unico
- Himitsu - The Top Secret (1999): serie in 12 volumi
- Himitsu - Season 0 (2012): prequel di Himitsu, attualmente in corso.
- Deep Water (2013): volume unico.